# Henk Bloemers
Henk Bloemers (Eindhoven, 17 september 1945 - aldaar, 26 januari 2015) was een Nederlands profvoetballer.
Bloemers speelde zijn hele carrière bij Eindhoven. In 1964 kwam hij hier in het eerste elftal terecht. In twintig jaar tijd speelde hij 593 wedstrijden voor de club. De club speelde in die periode slechts twee seizoenen in Eredivisie. In 1984 stopte hij met voetballen. Hij is de speler met het hoogste aantal gespeelde wedstrijden namens de club (tegenwoordig FC Eindhoven). Naar hem is in het Jan Louwersstadion een tribune vernoemd.
Bloemers overleed begin 2015 op 69-jarige leeftijd.

## Carrièrestatistieken
| Seizoen         | Club            | Land            | Competitie      | Competitie | Competitie | Beker | Beker | Internationaal | Internationaal | Overig | Overig | Totaal | Totaal |
| Seizoen         | Club            | Land            | Competitie      | Wed.       | Dlp.       | Wed.  | Dlp.  | Wed.           | Dlp.           | Wed.   | Dlp.   | Wed.   | Dlp.   |
| --------------- | --------------- | --------------- | --------------- | ---------- | ---------- | ----- | ----- | -------------- | -------------- | ------ | ------ | ------ | ------ |
| 1964/65         | Eindhoven       | Nederland       | Eerste divisie  | –          | –          | –     | 0     | 0              | 0              | 0      | 0      | –      | –      |
| 1965/66         | Eindhoven       | Nederland       | Eerste divisie  | –          | –          | –     | 0     | 0              | 0              | 0      | 0      | –      | –      |
| 1966/67         | Eindhoven       | Nederland       | Eerste divisie  | –          | –          | –     | 0     | 0              | 0              | 0      | 0      | –      | –      |
| 1967/68         | Eindhoven       | Nederland       | Eerste divisie  | –          | 11         | –     | 0     | 0              | 0              | 0      | 0      | –      | 11     |
| 1968/69         | Eindhoven       | Nederland       | Eerste divisie  | –          | –          | –     | 0     | 0              | 0              | 0      | 0      | –      | –      |
| 1969/70         | Eindhoven       | Nederland       | Tweede divisie  | –          | 6          | –     | 0     | 0              | 0              | 0      | 0      | –      | 6      |
| 1970/71         | Eindhoven       | Nederland       | Tweede divisie  | –          | 0          | –     | 0     | 0              | 0              | 0      | 0      | –      | 0      |
| 1971/72         | Eindhoven       | Nederland       | Eerste divisie  | –          | –          | –     | 0     | 0              | 0              | 0      | 0      | –      | –      |
| 1972/73         | Eindhoven       | Nederland       | Eerste divisie  | –          | –          | –     | 0     | 0              | 0              | 0      | 0      | –      | –      |
| 1973/74         | Eindhoven       | Nederland       | Eerste divisie  | –          | –          | –     | 0     | 0              | 0              | 0      | 0      | –      | –      |
| 1974/75         | Eindhoven       | Nederland       | Eerste divisie  | –          | –          | –     | 0     | 0              | 0              | –      | –      | –      | –      |
| 1975/76         | Eindhoven       | Nederland       | Eredivisie      | –          | –          | –     | 0     | 0              | 0              | 0      | 0      | –      | –      |
| 1976/77         | Eindhoven       | Nederland       | Eredivisie      | –          | –          | –     | 0     | 0              | 0              | 0      | 0      | –      | –      |
| 1977/78         | Eindhoven       | Nederland       | Eerste divisie  | –          | –          | –     | 0     | 0              | 0              | 0      | 0      | –      | –      |
| 1978/79         | Eindhoven       | Nederland       | Eerste divisie  | –          | –          | –     | 0     | 0              | 0              | 0      | 0      | –      | –      |
| 1979/80         | Eindhoven       | Nederland       | Eerste divisie  | –          | –          | –     | 0     | 0              | 0              | 0      | 0      | –      | –      |
| 1980/81         | Eindhoven       | Nederland       | Eerste divisie  | –          | –          | –     | 0     | 0              | 0              | 0      | 0      | –      | –      |
| 1981/82         | Eindhoven       | Nederland       | Eerste divisie  | –          | –          | –     | 0     | 0              | 0              | 0      | 0      | –      | –      |
| 1982/83         | Eindhoven       | Nederland       | Eerste divisie  | –          | –          | –     | 0     | 0              | 0              | 0      | 0      | –      | –      |
| 1983/84         | Eindhoven       | Nederland       | Eerste divisie  | –          | –          | –     | 0     | 0              | 0              | 0      | 0      | –      | –      |
| Carrière totaal | Carrière totaal | Carrière totaal | Carrière totaal | –          | –          | –     | 0     | 0              | 0              | –      | –      | –      | –      |